# Комары-долгоножки
Комары́-долгоно́жки, или кара́моры (лат. Tipulidae), — семейство двукрылых насекомых из подотряда длинноусых (Nematocera). Живут в сильно и умеренно увлажнённых биотопах: в лесах и других древесных насаждениях, вблизи пресных, как правило, мелководных водоёмов и на болотах. Взрослые насекомые питаются нектаром или не питаются вовсе. Личинки питаются разлагающимися растительными остатками, реже — тканями живых растений, чем могут наносить урон сельскому хозяйству и лесоводству.
Многие люди боятся крупных представителей этого семейства, ошибочно принимая их за малярийных комаров или же полагая, что комары-долгоножки очень больно кусаются. На самом же деле малярийные комары выглядят совсем иначе, а комары-долгоножки, несмотря на свои размеры, совершенно безвредны для человека:158.

## Распространение и разнообразие
Представители семейства населяют все континенты, отсутствуя лишь в безводных районах, на небольших океанических островах с постоянным ледовым или снеговым покровом и в центральных районах Арктики и Антарктики. В мировой фауне насчитывают около 4200 видов. Комары-долгоножки представлены значительным количеством видов во всех биогеографических регионах (кроме Антарктики):
| \| Регион \| Число видов \| \| Палеарктика \| 1283 \| \| Неарктика \| 573 \| \| Неотропика \| 805 \| \| Афротропика \| 339 \| \| Индомалайская зона \| 925 \| \| Австралия \| 385 \| |             |
| Регион | Число видов |
| Палеарктика | 1283        |
| Неарктика | 573         |
| Неотропика | 805         |
| Афротропика | 339         |
| Индомалайская зона | 925         |
| Австралия | 385         |

## Палеонтология
Древнейшей находкой комаров-долгоножек считается род Tipunia из верхнеюрских зольнхофенских известняков. Также представители семейства были найдены в раннем мелу Испании и Бразилии и позднем мелу Хабаровского края. Кроме того, остатки комаров-долгоножек встречаются в эоценовых известняках, залегающих недалеко от Вероны.

## Имаго

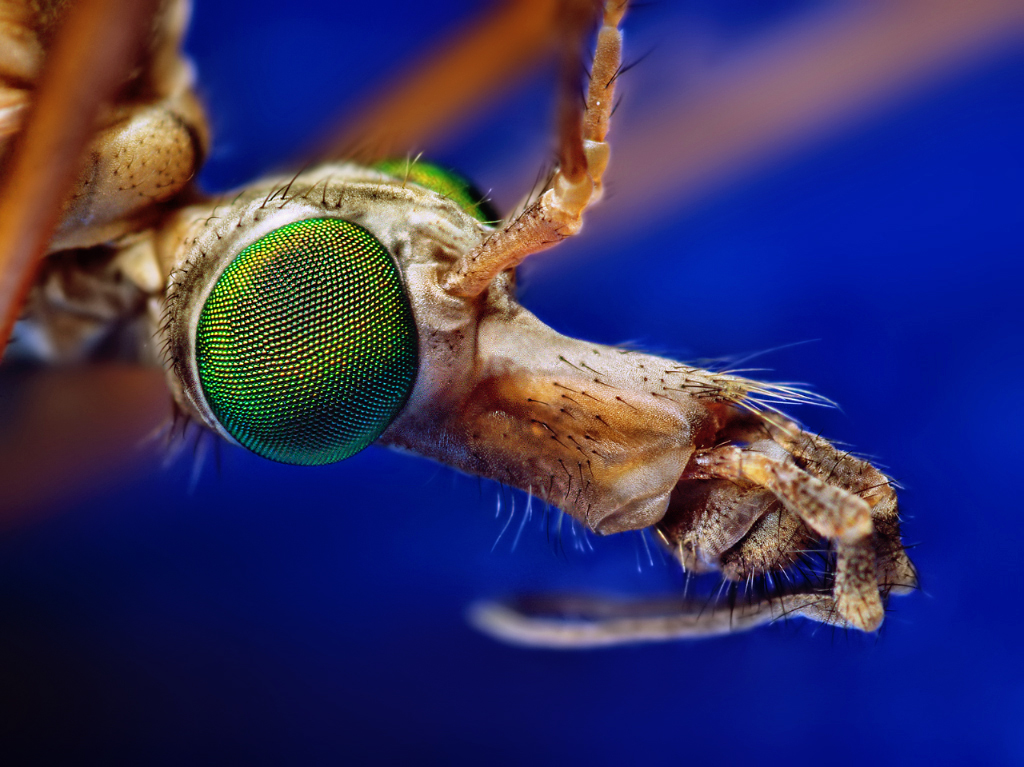
Голова комара-долгоножки Tipula sp.

Длина тела большинства комаров-долгоножек составляет 2—60 мм, хотя некоторые тропические представители достигают 10 см (размах крыльев до 11 см у Holorusia mikado). Голова имеет вытянутую форму, образуя «рыльце». На ней располагаются длинные усики, состоящие у разных представителей из 12—19 тонких члеников (как правило, из 13). Помимо пары крупных фасеточных глаз, на голове могут присутствовать рудиментарные простые глазки́. Характерный облик этим комарам придают ноги, сильно удлинённые за счёт голеней и лапок. У всех представителей (кроме рода Indotipula) голени несут крупные отростки — шпоры. В случае опасности комары-долгоножки способны отбрасывать ноги.

### Строение крыльев

Схема жилкования крыльев комаров-долгоножек

Жилкование крыльев сформировано следующим образом: Sc вливается посредством Sc2 в R, редко имеется Sc1 или её рудимент; R2 нормальная, вливается в C, реже частично или целиком рудиментирована; M с четырьмя ветвями, дискоидальная ячейка обычно есть; анальных жилок две, A2 обычно длиннее половины A1, анальный угол у большинства родов явственный.

### Гениталии и яйцеклад
Гипопигидий сложного строения, с хорошо обособленными гоностилями и гоноплевритами, реже гоностили редуцированы. Эдеагус (совокупительный орган) в виде очень длинной, спирально свёрнутой трубки. Яйцеклад самок долгоножек обычно с сильно склеритизированными церками и вальвами, иногда вальвы сильно редуцированы.

## Личинка
Личинки обитают в почве, подстилке, гниющей древесине, пресных водоёмах и прочих влажных средах. Голова крупная, тёмная и хорошо развитая. На ней располагаются сильные грызущие челюсти.
В кишечнике личинок обитают одноклеточные простейшие. В нём имеются специальные слепые выросты, в которых задерживается пища и создаются благоприятные условия для размножения микроорганизмов. Они массово размножаются и выделяют ферменты, способствующие перевариванию клетчатки.